# Hermann Vermeil
Pour les articles homonymes, voir Vermeil (homonymie).
Hermann Vermeil est un mathématicien allemand né le 20 octobre 1889 à Dresde et mort en 1959. Il est l'éponyme du théorème de Vermeil qu'il a publié en 1917,, et a établi l'unicité de la courbure scalaire : celle-ci est l'unique invariant contenant les dérivées du tenseur métrique seulement au second ordre, et ce linéairement.

## Biographie
Hermann Hans Anton Vermeil naît le 20 octobre 1889 à Dresde. Il est le fils de Jacques Vermeil et de son épouse Elisabeth née von Mangoldt. Il est le neveu de Hans von Mangoldt (1854-1925). Il est de confession évangélique luthérienne.
De 1896 à 1900, Wermeil est scolarisé à Dresde. De 1900 à 1909, il suit ses études secondaires au gymnasium de Dresde. Il suit ses études supérieures en mathématiques et en sciences naturelles d'abord à l'école poytechnique de Dantzid puis à l'université de Tübingen et enfin à celle de Leipzig.
Vermeil devient l'assistant de Felix Klein (1849-1925). À la demande de celui-ci, il étudie la courbure scalaire. Il prouve que celle-ci est l'unique invariant scalaire faisant intervenir des combinaisons linaires du tenseur métrique et de ses dérivées premières et secondes. Plus tard, Hermann Weyl (1885-1955) et Max von Laue (1879-1960) donneront des preuves supplémentaires.
De 1919 à 1921, Vermeil est le dernier assistant de Klein. De 1920 à 1921, il est responsable, avec Robert Fricke (1861-1930), de l'édition complète des œuvres de Klein.

## Théorème de Vermeil
Le théorème de Vermeil est le théorème en vertu duquel la courbure scalaire est l'unique scalaire invariant construit à partir du tenseur de Riemann, du tenseur métrique, des dérivées premières et secondes de celui-ci qui soit linéaire dans les dérivées secondes du tenseur métrique,,.

### Contexte
Pour les besoins de la relativité générale, Albert Einstein construit un tenseur de courbure : le tenseur d'Einstein. Il comprend la courbure scalaire. David Hilbert dérive le tenseur d'Einstein à partir d'une action : l'action d'Einstein-Hilbert. Elle comprend la courbure scalaire. Ni Einstein ni Hilbert ne justifie, par des arguments mathématiques, le choix de la courbure scalaire.

### Motivation
Felix Klein constate qu'il n'existe, dans la littérature mathématique, aucune publication permettant de justifier ce choix. Il charge son assistant, Hermann Vermeil, de trouver ces arguments mathématiques.

### Énoncé
À la suite des physiciens théoriciens américains Charles W. Misner (1932-2023), Kip S. Thorne et John A. Wheeler (1911-2008), le théorème peut s'énoncer ainsi :

La courbure scalaire est l'unique invariant de courbure, construit à partir du tenseur de courbure de Riemann et du tenseur métrique, qui :
1. est linéaire dans les dérivées secondes du tenseur métrique ;
2. ne contient pas de dérivées d'ordre supérieur du tenseur métrique ;
3. s'annule dans un espace-temps plat.

De nos jours, le théorème de Vermeil est peu cité car son résultat est compris dans celui d'un théorème postérieur : le théorème de Cartan, publié par le mathématicien français Élie Cartan (1869-1951) en 1922 et établissant l'unicité du tenseur d'Einstein avec constante cosmologique,.

## Publications
- [Vermeil 1914] (de) Hermann Vermeil, Das Näherungsverfahren {\displaystyle X_{n}=\varphi \left(X_{n-1}\right)} und seine Anwendung auf Theorie und Praxis algebraischer und transzendenter Gleichungen, Borna-Leipzig, R. Noske, 1914, 1re éd., 99 p. (OCLC 9050975, lire en ligne  [PDF]).
- [Vermeil 1917] (de) Hermann Vermeil, « Notiz über das mittlere Krümmungsmaß einer {\displaystyle n}-fach ausgedehnten Riemann'schen Mannigfaltigkeit », Nachrichten von der Gesellschaft der Wissenschaften zu Göttingen, Mathematisch-Physikalische Klasse,‎ 1917, p. 334-344 (OCLC 946375662, zbMATH 46.1130.01, S2CID 126115781, lire en ligne  [jpg]).